# Stigmaphyllon adenophorum
Stigmaphyllon adenophorum är en tvåhjärtbladig växtart som beskrevs av C. Anderson. Stigmaphyllon adenophorum ingår i släktet Stigmaphyllon och familjen Malpighiaceae. Inga underarter finns listade i Catalogue of Life.